# Reforma monetaria
El término reforma monetaria abarca cualquier teoría que propone un nuevo sistema para proveer dinero y financiar la economía de un país, distinto del que está implementado en un momento dado. La mayoría de los teóricos de la reforma monetaria se dividen en dos grupos: (1) los que abogan por volver al patrón oro o al patrón plata de forma que los gobiernos y los bancos privados tengan fuertes restricciones a la hora de controlar y aumentar la oferta de dinero (es el caso de Antal E. Fekete, G. Edward Griffin, Ron Paul y los economistas austriacos Ludwig von Mises y Murray Rothbard) y (2) aquellos que prefieren el reemplazo del sistema de reserva fraccionaria por la emisión de dinero libre de deuda directamente del Tesoro Público (como Michael Rowbotham, Ellen Hodgson Brown y Stephen Zarlenga). Ambas corrientes se oponen a que los bancos centrales, vigilados por los gobiernos, controlen y mantengan el sistema bancario privado.

## Aspectos más comunes de la reforma
De entre todos los aspectos de la política monetaria, hay algunos que suelen ser más a menudo objeto de crítica:

### Reserva fraccionaria
El sistema de reserva fraccionaria consiste en que un banco tiene derecho a prestar el dinero de sus clientes, al mismo tiempo que tiene la obligación de devolvérselo de forma inmediata en el momento que lo reclamen. Por tanto, sólo es viable si todos los depositantes no piden la retirada de su dinero de forma simultánea. Este sistema bancario se denomina "de reserva fraccionaria" porque el banco está obligado legamente a mantener únicamente un porcentaje de su dinero en efectivo - conocido como coeficiente de caja - para pagar a los clientes que deseen retirarlo. En sus orígenes, esta era una práctica ilegítima llevada a cabo por los orfebres (similar al delito de apropiación indebida), pero acabó siendo legalizada, de modo que la oferta monetaria comenzó a expandirse rápidamente, y todavía hoy está creciendo exponencialmente (véase Creación monetaria).
Algunos críticos (como los economistas austriacos Murray Rothbard y Ludwig von Mises) afirman que este sistema constituye un "fraude" perpetrado contra los depositantes, ya que disminuye artificialmente los tipos de interés reales, desestabiliza la oferta monetaria y contribuye a generar ciclos económicos muy volátiles e ineficientes. Otros críticos, como Michael Rowbotham, equiparon esta práctica con la falsificación, ya que entidades privadas protegidas por los gobiernos (los bancos) tienen el derecho legal de crear dinero "de la nada", además de tener el derecho a cargar intereses sobre dicha creación.
Michael Rowbotham argumenta que esta práctica concentra la riqueza en el sector bancario, provocando que el resto de la sociedad caiga lentamente en la "esclavitud" de la deuda. Además, se genera hiperinflación en el mercado inmobiliario, los bienes de consumo se devalúan, disminuye el poder adquisitivo, se destruyen la agricultura y la ganadería y se pierde tejido industrial en las economías fuertemente endeudadas.

### El dinero no representa riqueza o valor, representa deuda (u obligaciones intangibles)
Debido a que los bancos principalmente crean dinero (y "sustitutos" del dinero) a través del sistema de reserva fraccionaria, el dinero ya no está respaldado por un bien tangible - el dinero se crea cada vez que se da un préstamo. El dinero no representa otra cosa que la deuda de otros; el único aspecto "tangible" del sistema es la promesa del prestatario de devolver el dinero junto a sus intereses. La deuda y la capacidad de los prestamistas para generar dichas deudas es lo que se convierte en la divisa encubierta.

### Los gobiernos no generan dinero. Lo hacen los bancos privados buscando beneficios
Mucha gente[¿quién?] critica el hecho de que los gobiernos pagan intereses por el uso de su dinero, el cual crean los bancos "de la nada". Esto hace a la economía de una nación dependiente de los intereses de los banqueros privados, los cuales crean el dinero con el único objetivo de ganar dinero, sin ninguna obligación social, cosa que se presupone de las entidades gubernamentales.
Algunos teóricos de la reforma monetaria critican la existencia de instituciones financieras globales como el Banco Mundial o el Fondo Monetario Internacional y sus políticas sobre la oferta monetaria, los bancos y la deuda de los países en vías de desarrollo, en lo que supone para estos teóricos el estar forzando una situación de extorsión para dichos países, los cuales no tienen capacidad para pagar los intereses de estos préstamos sin afectar severamente al bienestar o incluso a la supervivencia de la población local. De este modo los gobiernos del Tercer Mundo están obligados a vender materias primas en los mercados mundiales para saldar sus deudas, destruyendo sus sociedades y su medio ambiente.[cita requerida]

## Sistemas monetarios alternativos
En un intento de controlar el crecimiento exponencial de la oferta monetaria, algunos países han dado independencia total a su banco central. Los bancos centrales de Nueva Zelanda, Australia y Reino Unido tienen la capacidad de establecer los tipos de interés y llevar a cabo políticas monetarias de forma independiente, sin ninguna interferencia ni directriz del gobierno central. De este modo se puede hacer que el control de los tipos de interés sirva para combatir la inflación o devaluar la moneda. Sin embargo, dado que estas políticas no eliminan los problemas inherentes al sistema de reserva fraccionaria, muchos sugieren que únicamente una reforma monetaria mucho más radical puede promover un cambio social más positivo. Aunque parezca que los bancos centrales controlan la inflación, gracias a los préstamos que hacen a otros bancos, pueden verse obligados a devaluar la divisa para salvar al sistema bancario de la bancarrota o el colapso en el caso de que mucha gente desee retirar sus ahorros al mismo tiempo. Esta situación genera pánico en el sistema financiero, haciéndolo susceptible de burbujas económicas.
Teóricos como Robert Mundell (y otros pensadores más radicales como James Robertson) ven la reforma monetaria como una parte importante dentro de un sistema de instituciones globales, que junto a las Naciones Unidas, deberían garantizar un desarrollo sostenible y una paz mundial. En particular Robert Mundell cree en la resurrección del patrón oro como elemento estabilizador en un sistema financiero global. Henry Liu, del Asia Times Online, cree que la reforma monetaria es una parte importante de una evolución hacia el post-autismo.
Mientras algunos economistas sugieren reformas monetarias para reducir la inflación e incrementar la eficiencia del capital financiero, la idea de sincronizar esta reforma con otros objetivos verdes y pacifistas está ligada a grupos izquierdistas y al movimiento antiglobalización.
Otras propuestas de reforma ponen el énfasis en modificar el sistema monetario, tributario y presupuestario, de modo que el gobierno tenga capacidad de dirigir la economía hacia un sistema que no sería posible si el gasto público se financia únicamente con deuda pública procedente del sistema bancario privado. En particular, algunos reformistas como Stephen Zarlenga, Michael Rowbotham y Ellen Hodgson Brown apoyan la restricción o eliminación del sistema de la reserva fraccionaria (caracterizándolo como una práctica ilegítima de apropiación indebida) y sustituyéndolo con un sistema gubernamental con una divisa libre de deuda, emitida directamente por el Tesoro Público y no por la cuasi-gubernamental Reserva Federal. Esta medida se percibe como una forma de liberar a los trabajadores de la "esclavitud de la deuda" y facilitar una transformación de la economía, lejos del consumismo salvaje y hacia una economía sostenible, apoyada con prácticas empresariales favorables desde el punto de vista medioambiental.

### Dinero estatal libre de deuda
Algunos gobiernos han experimentado en el pasado con dinero creado por ellos mismos, libre de deuda, e independiente de un banco. Las Colonias norteamericanas usaban el sistema "Colonial Scrip" antes de la Revolución. De hecho, Benjamin Franklin creía que el empeño de los banqueros ingleses por eliminar este sistema fue lo que causó la Revolución. Abraham Lincoln utilizó dólares libres de intereses para ayudar a la Unión a ganar la guerra civil estadounidense. Lincoln llamó a este dinero "la mayor bendición que la gente de la República había recibido jamás".
Las islas de Guernsey y Jersey (Islas del Canal) crearon su propio dinero, la libra de Guernsey y la libra de Jersey, para reemplazar la libra británica y la libra escocesa.
En Estados Unidos y Gran Bretaña, no obstante, el dinero estatal nunca ha sido capaz de ganar suficiente apoyo y popularidad como para convertirse en algo estable y duradero, debido a la gran influencia que ejercen los banqueros particulares en los gobiernos.

Binary economics proposes that central banks issue interest-free loans to the government and for public projects or private capital. They would be administered by the banking system for the spreading of productive capacity and consuming capacity, on market principles, throughout the population.

### Trueque local, la moneda local
Algunos van más lejos y sugieren que la reforma al por mayor de dinero y moneda, con base en las ideas de la economía verde o capitalismo natural, sería beneficioso. Estas incluyen las ideas de moneda débil, el trueque y la economía de servicios locales.
Los sistemas de moneda local puede operar dentro de las comunidades pequeñas, en las afueras de los sistemas de gobierno, y el uso de notas especialmente impresos o fichas llamado scripts para el intercambio. El trueque tiene un paso más al intercambio de bienes y servicios directamente, un compromiso que el de Sistemas Locales de Intercambio Comercial (LETS) régimen: un sistema formal de la economía basada en la comunidad que los miembros de los registros de crédito 'mutua en una ubicación central.

### Microcréditos
Los bancos que ofrecen pequeños préstamos de interés simple, no el interés compuesto, puede hacer una diferencia para la gente de negocios a pequeña escala tratando de volver a empezar sin garantía. El Banco Grameen ha creado esta técnica y sigue siendo muy popular e influyente.[cita requerida]

### Volver alpatrón oro
El paso de crédito monetario hacia el dinero real o representativo significaría asociar la moneda a un producto básico (commodity), tales como el oro, la plata o ambos. Los medios digitales son también posibles. Algunos reformadores monetarios que creen en un verdadero mercado libre, donde el gobierno no impone una moneda monopolio a población, un estándar de oro o de plata en el sistema monetario estándar surgiría espontáneamente del libre mercado debido a sus propiedades únicas: su gran resistencia a la falsificación, su carácter de estabilidad y resistencia a la corrosión y degradación, y su suministro limitado por su naturaleza escasa.[cita requerida]